# Yesterday (film)
Yesterday er en britisk komediefilm fra 2019 instrueret af Danny Boyle og med manuskript af Richard Curtis baseret på en historie skrevet af Curtis og Jack Barth. Filmens hovedrolle spilles af Himesh Patel, der spiller en mindre succesfuld musiker, Jack Malik, der pludselig opdager, at han er den eneste person, der kan huske The Beatles og som herefter opnår stor popularitet ved at spille og synge deres sange.

## Medvirkende
- Himesh Patel som Jack Malik
- Lily James som Ellie Appleton
- Sophia Di Martino som Carol
- Ellise Chappell som Lucy
- Meera Syal som Sheila Malik
- Harry Michell som Nick
- Vincent Franklin som Brian
- Joel Fry som Rocky
- Ed Sheeran som sig selv
- Kate McKinnon som Debra Hammer
- Michael Kiwanuka som sig selv